# Свашта се може догодити једнога дана
„Свашта се може догодити једнога дана” је југословенски ТВ филм из 1961. године. Режирао га је Иван Хетрих а сценарио је написао Ивица Иванец.

## Улоге
| Глумац            | Улога |
| ----------------- | ----- |
| Адем Чејван       |       |
| Божидар Смиљанић  |       |
| Дарко Смиљанић    |       |
| Фабијан Шоваговић |       |
| Невенка Стипанчић |       |